# Cartea
Cartea (in greco antico: Καρθαία?) era una città dell'antica Grecia sita nell'isola di Ceo.

## Storia
Strabone la menziona come una delle quattro città dell'isola, assieme a Coresia, Peesa e Yulis. Cartea incorporò successivamente il territorio di Peesa.
Le sue rovine archeologiche vennero scoperte per la prima volta nel 1811 dall'archeologo danese Peter Oluf che scoprì diverse epigrafi. Successivamente vennero eseguite diverse campagne di scavi e nel 1902 se ne ebbe una sotto la guida della Scuola archeologica francese. Dal 1960, nel periodo 1987-1995 e quindi tra il 2002 e il 2008 vennero condotte campagne da istituzioni greche.